# David J. Francis
David J. Francis (ur. 5 października 1965) – sierraleoński polityk, w latach 2018–2021 premier Sierra Leone.
Był pierwszym szefem rządu od 1978. Do jego obowiązków jako szefa rządu należało zapewnienie kompetentnego przywództwa w zakresie bieżącej polityki operacyjnej, nadzoru, monitorowania i oceny działalności rządu. Mianowanie uznano za kontrowersyjne, ponieważ obawiano się, że urząd szefa rządu spowoduje zmniejszenie uprawnień wiceprezydenta kraju i że nie pomoże w zmniejszeniu długu kraju pozostawionego przez poprzednią administrację.